# Nate Diaz
Nathan Donald „Nate“ Diaz (* 16. April 1985 in Stockton, Kalifornien) ist ein US-amerikanischer MMA-Kämpfer im Weltergewicht und Profiboxer. Momentan ist er vertragslos. Er ist vor allem für seine Zeit bei der UFC bekannt. Dort hat er über 15 Jahre lang gekämpft. Er ist mexikanischer Herkunft. Sein Bruder Nick Diaz ist ebenfalls MMA-Kämpfer.

## Sportliche Karriere
Diaz begann seine professionelle Kämpferkarriere beim WEC12 im Jahr 2004. 2007 gewann er das Ultimate Fighter 5 Tournament, als er Manny Gamburyan im Finale besiegte. Am 5. März 2016 besiegte Diaz überraschend Conor McGregor bei UFC 196 in der zweiten Runde durch einen „Rear Naked Choke“. Bei UFC 202 am 20. August 2016 konnte McGregor den Rückkampf gegen Diaz durch eine Mehrheitsentscheidung der Punktrichter für sich entscheiden. Am 17. August 2019 kehrte er nach 3 Jahren ins Oktagon zurück und besiegte Anthony Pettis nach Punkten. Knapp 3 Monate später kämpfte er am 2. November 2019 in Madison Square Garden gegen Jorge Masvidal um den „BMF“ Gürtel, wobei der Kampf nach der dritten Runde wegen eines Cuts von Nate Diaz beendet werden musste und somit Diaz den Kampf verlor.
Seit 2023 ist Diaz ebenfalls als Profiboxer aktiv. Er verlor seinen ersten Kampf gegen Jake Paul, konnte seinen zweiten Kampf gegen Jorge Masvidal im Juli 2024 allerdings gewinnen.

## MMA-Statistik
| Ergebnis   | Profi-Rekord | Gegner                                | Datum              | Veranstaltung                               | Methode                                | Runde | Zeit |
| ---------- | ------------ | ------------------------------------- | ------------------ | ------------------------------------------- | -------------------------------------- | ----- | ---- |
| Sieg       | 1-0          | Alejandro „Alex“ Garcia               | 21. Oktober 2004   | WEC 12 – Halloween Fury 3                   | Aufgabe (Triangle Choke)               | 3     | 2:17 |
| Niederlage | 1-1          | Koji Oishi                            | 27. August 2005    | Pancrase – 2005 Neo-Blood Tournament Finals | Punktentscheidung (einstimmig)         | 3     | 5:00 |
| Sieg       | 2-1          | Tony Juarez                           | 10. März 2006      | Strikeforce – Shamrock vs. Gracie           | TKO (Schläge)                          | 1     | 3:23 |
| Sieg       | 3-1          | Gilbert „The Pitbull“ Rael            | 5. Mai 2006        | WEC 20 – Cinco de Mayhem                    | TKO (Schläge)                          | 1     | 3:35 |
| Sieg       | 4-1          | Joe Hurley                            | 15. Juni 2006      | WEC 21 – Tapout                             | Aufgabe (Triangle Choke)               | 2     | 2:03 |
| Sieg       | 5-1          | Dennis „Piranha“ Davis                | 12. August 2006    | WC 1 – Warrior Cup                          | Aufgabe (Key Lock)                     | 1     | 2:00 |
| Niederlage | 5-2          | Hermes Franca                         | 12. Oktober 2006   | WEC 24 – Full Force                         | Aufgabe (Armbar)                       | 2     | 2:46 |
| Sieg       | 6-2          | Manny „The Anvil“ Gamburyan           | 23. Juni 2007      | UFC The Ultimate Fighter 5 – Finale         | Aufgabe (Verletzung)                   | 2     | 0:20 |
| Sieg       | 7-2          | Junior Assuncao                       | 19. September 2007 | UFC Fight Night 11 – Thomas vs. Florian     | Aufgabe (Guillotine Choke)             | 1     | 4:10 |
| Sieg       | 8-2          | Alvin „Kid“ Robinson                  | 23. Januar 2008    | UFC Fight Night 12 – Swick vs. Burman       | Aufgabe (Triangle Choke)               | 1     | 3:39 |
| Sieg       | 9-2          | Kurt „Batman“ Pellegrino              | 2. April 2008      | UFC Fight Night 13 – Florian vs. Lauzon     | Aufgabe (Triangle Choke)               | 2     | 3:06 |
| Sieg       | 10-2         | Josh „The Dentist“ Neer               | 17. September 2008 | UFC Fight Night 15 – Diaz vs. Neer          | Punktentscheidung (geteilt)            | 3     | 5:00 |
| Niederlage | 10-3         | Clay „The Carpenter“ Guida            | 31. Januar 2009    | UFC 94 – St. Pierre vs. Penn 2              | Punktentscheidung (geteilt)            | 3     | 5:00 |
| Niederlage | 10-4         | Joe „Daddy“ Stevenson                 | 20. Juni 2009      | UFC The Ultimate Fighter 9 – Finale         | Punktentscheidung (einstimmig)         | 3     | 5:00 |
| Sieg       | 11-4         | Melvin „The Young Assassin“ Guillard  | 16. September 2009 | UFC Fight Night 19 – Diaz vs. Guillard      | Aufgabe (Guillotine Choke)             | 2     | 2:13 |
| Niederlage | 11-5         | Gray „The Bully“ Maynard              | 11. Januar 2010    | UFC Fight Night 20 – Maynard vs. Diaz       | Punktentscheidung (geteilt)            | 3     | 5:00 |
| Sieg       | 12-5         | Rory Markham                          | 27. März 2010      | UFC 111 – St. Pierre vs. Hardy              | TKO (Schläge)                          | 1     | 2:47 |
| Sieg       | 13-5         | Marcus „The Irish Hand Grenade“ Davis | 28. August 2010    | UFC 118 – Edgar vs. Penn 2                  | Technische Aufgabe (Guillotine Choke)  | 3     | 4:02 |
| Niederlage | 13-6         | Dong Hyun „Stun Gun“ Kim              | 1. Januar 2011     | UFC 125 – Resolution                        | Punktentscheidung (einstimmig)         | 3     | 5:00 |
| Niederlage | 13-7         | Rory „Red King“ MacDonald             | 30. April 2011     | UFC 129 – St. Pierre vs. Shields            | Punktentscheidung (einstimmig)         | 3     | 5:00 |
| Sieg       | 14-7         | Takanori „The Fireball Kid“ Gomi      | 24. September 2011 | UFC 135 – Jones vs. Rampage                 | Aufgabegriff (Armbar)                  | 1     | 4:27 |
| Sieg       | 15-7         | Donald „Cowboy“ Cerrone               | 30. Dezember 2011  | UFC 141 – Lesnar vs. Overeem                | Punktentscheidung (einstimmig)         | 3     | 5:00 |
| Sieg       | 16-7         | Jim „A10“ Miller                      | 5. Mai 2012        | UFC on Fox 3 – Diaz vs. Miller              | Aufgabe (Guillotine Choke)             | 2     | 4:09 |
| Niederlage | 16-8         | Benson „Smooth“ Henderson             | 8. Dezember 2012   | UFC on Fox 3 – Henderson vs. Diaz           | Punktentscheidung (einstimmig)         | 5     | 5:00 |
| Niederlage | 16-9         | Josh „The Punk“ Thomson               | 20. April 2013     | UFC on Fox 7 – Henderson vs. Melendez       | TKO (Tritt gegen den Kopf & Schläge)   | 2     | 3:44 |
| Sieg       | 17-9         | Gray „The Bully“ Maynard              | 30. November 2013  | UFC – The Ultimate Fighter 18 – Finale      | TKO (Schläge)                          | 1     | 2:38 |
| Niederlage | 17-10        | Rafael Dos Anjos                      | 13. Dezember 2014  | UFC on Fox 13 – Dos Santos vs. Miocic       | Punktentscheidung (einstimmig)         | 3     | 5:00 |
| Sieg       | 18-10        | Michael „The Menace“ Johnson          | 19. Dezember 2015  | UFC on Fox 17 – Dos Anjos vs. Cerrone 2     | Punktentscheidung (einstimmig)         | 5     | 5:00 |
| Sieg       | 19-10        | Conor „The Notorious“ McGregor        | 5. März 2016       | UFC 196 – McGregor vs. Diaz                 | Aufgabe (Rear-Naked Choke)             | 2     | 4:12 |
| Niederlage | 19-11        | Conor „The Notorious“ McGregor        | 20. August 2016    | UFC 202 – Diaz vs. McGregor 2               | Punktentscheidung (Mehrheitsentscheid) | 5     | 5:00 |
| Sieg       | 20-11        | Anthony „Showtime“ Pettis             | 17. August 2019    | UFC 241: Cormier vs. Miocic 2               | Punktentscheidung (einstimmig)         | 3     | 5:00 |
| Niederlage | 20-12        | Jorge „Gamebred“ Masvidal             | 2. November 2019   | UFC 244: Diaz vs Masvidal                   | TKO (Doctor Stoppage)                  | 3     | 5:00 |
| Niederlage | 20-13        | Leon Edwards                          | 12. Juni 2021      | UFC 263: Adesanya vs Vettori 2              | Punktentscheidung (einstimmig)         | 5     | 5:00 |
| Sieg       | 21-13        | Tony Ferguson                         | 10. September 2022 | UFC 279: Diaz vs. Ferguson                  | Technische Aufgabe (Guillotine Choke)  | 4     | 2:52 |

## Liste der Profiboxkämpfe
| 1 Sieg (0 K.-o.-Siege), 1 Niederlage, 0 Unentschieden |           |                                                             |                |                                       |
| Jahr                                                  | Tag       | Ort                                                         | Gegner         | Ergebnis für Diaz                     |
| 2023                                                  | 5. August | American Airlines Center, Dallas, Texas, Vereinigte Staaten | Jake Paul      | Niederlage / Punktsieg (einstimmig)   |
| 2024                                                  | 6. Juli   | Honda Center, Anaheim, Kalifornien, Vereinigte Staaten      | Jorge Masvidal | Sieg / Punktsieg (Mehrheitsentscheid) |
| Quelle: Nate Diaz in der BoxRec-Datenbank             |           |                                                             |                |                                       |